# إيشووا
إيشووا (بالإنجليزية: Isuwa أو Išuwa أو Ishuwa)‏ هو الاسم الحيثي القديم لإحدى ممالك الأناضول المجاورة لها في الشرق ، في منطقة أصبحت فيما بعد مملكة كامانو السور-حيثية اللوفية.

## الأرض
كانت أرض إيشووا تقع في منطقة أعالي نهر الفرات. كان وادي النهر هنا محاطًا بجبال طوروس المضادة. يوجد سهل ساشع إلى الشمال الشرقي من النهر يمتد حتى سلسلة جبال البحر الأسود.
كان للسهل ظروف مناخية مواتية بسبب وفرة المياه من الينابيع والأمطار. كان ري الحقول ممكنًا دون الحاجة إلى بناء قنوات معقدة. كان وادي النهر مناسبًا تمامًا للزراعة المكثفة، بينما يمكن تربية الماشية على ارتفاعات أعلى. امتلكت الجبال رواسب غنية من النحاس الذي كان يُستخرج من العصور القديمة.

## السكان
لم يترك ناس إيشووا أي سجل مكتوب خاص بهم، وليس من الواضح أي من شعوب الأناضول سكن أرض إيشووا قبل اللوفيين.
حدد المؤرخ آرام كوسيان أسماء شخصية اشتقاقية حيثية ولوفية وهندوإيرانية (ربما تكون مرتبطة بميتاني) وحورية وكاسكيانية في إيشووا، بالإضافة إلى عدد من الكلمات ذات الأصول غير المعروفة أو غير الواضحة.

## تاريخ
كانت المنطقة واحدة من الأماكن التي تطورت فيها الزراعة في وقت مبكر جدًا في العصر الحجري الحديث. ظهرت المراكز الحضرية في أعالي وادي نهر الفرات حوالي 3000 قبل الميلاد. قد تكون الدول الأولى قد اتبعت في الألفية الثالثة قبل الميلاد. اسم إيشووا غير معروف حتى الفترة الحيثية المتعلمة من الألفية الثانية قبل الميلاد. تم اكتشاف عدد قليل من المصادر المتعلمة من داخل إيشووا وتأتي المواد المصدر الأساسي من النصوص الحثية.

### الفترة الحيثية
إلى الغرب من إيشووا توجد مملكة معادية للحيثيين . ورد أن الملك الحثي خاتوشيلي الأول (حوالي 1600 قبل الميلاد) سار بجيشه عبر نهر الفرات ودمر المدن هناك. يتوافق هذا مع طبقات التدمير المحترقة التي اكتشفها علماء الآثار في مواقع المدن في إيشووا في هذا التاريخ تقريبًا.
يسجل الملك الحيثي سابيليوليوما الأول كيف أصبحت أرض إيشووا معادية في وقت حكم والده تودخاليا الثاني (حوالي 1400 قبل الميلاد). من المحتمل أن العداء قد تفاقم بسبب مملكة ميتاني الحورية في الجنوب. حاولت مملكة ميتاني تشكيل تحالف ضد الحيثيين. وفقًا لرسالة حيثية مجزأة، يبدو أن شاوشتاتار ملك ميتاني قد شن حربًا ضد الملك الحيثي أرنوواندا الأول بدعم من إيشووا. استمرت هذه الأعمال العدائية في عهد سابيليوليوما عندما عبر نهر الفرات ودخل أرض إيشووا بقواته حوالي 1350 قبل الميلاد. ويدعي أنه جعل إيشووا تحت سلطته.
استمر حكم الملوك الذين كانوا تابعين للحيثيين في إيشووا. قلة من ملوك إيشووا معروفون بالأسماء والوثائق. تم ذكر أحدهم باسم «إهلي-شاروما» على أنه ملك إيشووا في رسالة حيثية من القرن الثالث عشر قبل الميلاد. تم ذكر ملك آخر من إيشووا يُدعى «آري-شارونا» على ختم طيني تم العثور عليه في كورتشيتبي، وهو موقع مهم في إيشووا.

### فترة الحيثيين الجدد
بعد سقوط الإمبراطورية الحيثية في أوائل القرن الثاني عشر قبل الميلاد، ظهرت دولة جديدة في إيشووا. أصبحت مدينة ميليد مركزًا لدولة كامانو اللوفية، إحدى دول ما يسمى بالممالك السور-حيثية. مع زوال الحيثيين استقر الفريغيون في الغرب، وفي الشرق تأسست مملكة أورارتو. كان الجار الأقوى آشور إلى الجنوب. أدى اللقاء مع الملك الآشوري تيغلاث-بلصر الأول (1115-1077 قبل الميلاد) إلى إجبار كامانو على دفع الجزية إلى آشور. استمرت كامانو في الازدهار حتى نهب الملك الآشوري سرجون الثاني (722-705 قبل الميلاد) المدينة في 712 قبل الميلاد. في نفس الوقت غزا الكيميريون والسكوثيون الأناضول من القوقاز إلى الشمال الشرقي. قد تكون حركة هؤلاء البدو أضعفت كامانو قبل الغزو الآشوري الأخير، مما تسبب على الأرجح في تراجع المستوطنات والثقافة في هذه المنطقة من القرن السابع قبل الميلاد حتى العصر الروماني.

## علم الآثار من إيشووا
اختفت أرض إيشووا القديمة اليوم تقريبًا تحت الماء من عدة سدود في نهر الفرات. أسفر مشروع جنوب شرق الأناضول التركي الذي بدأ في الستينيات عن بناء سد كيبان وسد كاراكايا وسد أتاتورك الذي غَمَر وادي النهر بالكامل عند اكتماله في السبعينيات. تم الانتهاء من بناء سد رابع وهو سد بيرجيك جنوبًا في عام 2000 وغمر ما تبقى من وادي نهر الفرات في تركيا.

### الحفريات
تم تنفيذ حملة إنقاذ كبيرة في وادي نهر الفرات الأعلى بإيعاز من رئيس مشروع السد مصطفى كمال كورداش. بدأ فريق تركي وأمريكي وهولندي من علماء الآثار فحص المنطقة برئاسة موريتس فان لون. ثم استمر العمل في اتجاه مجرى النهر حيث تم بناء سد أتاتورك. كما أغرق سد كيبان بعض المواقع. كانت وديان نهر مراد وسهل ألتينوفا (مقاطعة إلازغ) على وجه الخصوص تحتوي على العديد من المستوطنات المبكرة.
كشفت الحفريات عن مستوطنات من العصر الحجري القديم وصولاً إلى العصور الوسطى. كشفت مواقع إيكيزيب وكوروجوتيب ونورشونتيبي وبولور حول نهر مراد (أرسانياس)، أحد روافد نهر الفرات إلى الشرق، عن مستوطنات كبيرة من العصر البرونزي من الألف الرابع إلى الألف الثاني قبل الميلاد. قد يكون مركز مملكة إيشووا موجودًا في هذه المنطقة وهو ما يعادل التصريحات الحيثية لعبور نهر الفرات للوصول إلى المملكة.
ظل موقع ميليد (أرسلاتيبي) المهم بالقرب من مدينة ملطية الحديثة في مأمن من ارتفاع المياه. عمل فريق من علماء الآثار الإيطاليين بقيادة الباحثة مارسيلا فرانغيبان في الموقع ودرسوا المنطقة المحيطة. استقر البشر في موقع ميليد (أرسلانتيب) من الألف الخامس قبل الميلاد حتى العصر الروماني. كان موقع ميليد (أرسلانتيب) عاصمة مملكة ملطية وهي مملكة سور-حيثية.

### الحضارة
تُظهر المستوطنات المبكرة في إيشووا اتصالات ثقافية مع تل براك في الجنوب، على الرغم من أنها ليست نفس الثقافة. بدأت الزراعة في وقت مبكر بسبب الظروف المناخية المواتية. كانت إيشووا على الحافة الخارجية لفترة الأورك في بلاد الرافدين. كان سكان إيشووا أيضًا ماهرين في علم المعادن ووصلوا إلى العصر البرونزي في الألفية الرابعة قبل الميلاد. تم خلط النحاس أولاً بالزرنيخ، ولاحقًا بالقصدير. ارتبطت ثقافة العصر البرونزي المبكر بالقوقاز في الشمال الشرقي. في الفترة الحيثية، تُظهر ثقافة إيشووا أوجه تشابه كبيرة مع حضارة وسط الأناضول وحضارة الحوريين في الجنوب. كانت العمارة الضخمة ذات التأثير الحيثي. تظهر لدى هذه الحضارة الحيثية الجديدة تأثيرات من كل من فريغيا وآشور ومملكة أورارتو الشرقية. ظهرت بعض مدافن السكيثيين في المنطقة بعد هجرة السكيثيين إليها.